# Rubén Martínez Puente
Rubén Martínez Puente (Santiago de Cuba; 15 de abril de 1942-24 de julio de 2021) fue un militar cubano, director de la Unión Agropecuaria Militar de la Ministerio de las Fuerzas Armadas Revolucionarias de Cuba, miembro del Comité Central del Partido Comunista de Cuba y diputado a la Asamblea Nacional del Poder Popular en la VII Legislatura. 

## Trayectoria
Durante su juventud colaboró con la Juventud Socialista, además de iniciar sus estudios en electricidad con el fin de llegar a ser electricista en la Escuela de Artes y Oficios de Santiago de Cuba. Se sumó a la lucha revolucionaria en el II Frente Oriental Frank País en noviembre de 1958.
Al triunfo de la Revolución cubana, se unió a las Fuerzas Armadas Revolucionarias.
Cursó estudios en la Academia Militar Máximo Gómez y luego partió hacia la Unión Soviética con el fin de prepararse como piloto de combate, primero en Checoslovaquia y después en la Unión Soviética. Fue jefe de escuadrilla, y luego de escuadrón, hasta llegar a ser jefe de Base Aérea. Fue parte del contingente cubano en la guerra de la frontera de Sudáfrica y la guerra civil de Angola.
El General de División Rubén Martínez Puentes reconoció ante la televisión oficial cubana, en el mes de febrero del año 1996, que él  como Jefe que era de la Dirección de Defensa de la Antiaérea de las Fuerzas Armadas Revolucionarias (DAAFAR), había sido quien dio la orden para derribar a las 2 avionetas civiles y desarmadas de la organización anticastrista “Hermanos al Rescate”, que aconteció el 24 de febrero de 1996.
A partir del año 2005, pasó a ser el Jefe de la Unión Agropecuaria Nacional del MINFAR. Falleció en Cuba el 24 de julio de 2021 a los setenta y nueve años.